# すずがくれた音
『すずがくれた音』（すずがくれたおと）は、TBS系列「愛の劇場」枠にて2004年9月6日 - 10月15日に放送された昼ドラマである。全30話。

## 概要
聴導犬候補の子犬をソーシャライザーとして預かる家族の成長を描いた物語

## キャスト
- 風祭麻子 - 髙田万由子
- 風祭貴史 - 尾美としのり
- 風祭優 - 後藤果萌
- 風祭大 - 広田亮平
- 風祭咲 - 嶋田あさひ
- 大沢敬介 - 沼田爆
- 大沢カツヨ - 田根楽子
- 大沢夏子 - 宮地雅子
- 風祭節子 - 久里千春
- 風祭忠介 - 天田俊明
- 竹之内和雄 - 高松英郎
- 竹之内慶子 - 和泉ちぬ
- 山本美里 - 岡あゆみ

## スタッフ
- 企画 - 植田博樹（TBS）、津留正明（TBS）
- 演出 - 金子与志一、小池唯一
- プロデューサー - 山津俊一（泉放送制作）、島崎敏樹（泉放送制作）
- 脚本 - 西荻弓絵
- 主題歌 - 「君がくれた日」
  - 作詞 - 白木裕子 / 作曲 - ナチュラル ハイ / 編曲 - 亀田誠治 / 歌 - ナチュラル ハイ
- 協力 - 社会福祉法人、日本聴導犬協会
- 制作 - TBS、泉放送制作